# Миссия невыполнима (фильм)
«Ми́ссия невыполни́ма» (англ. Mission: Impossible) — американский шпионский боевик 1996 года (основанный на одноимённом сериале 1960-х годов) режиссёра Брайана Де Пальмы. Первая по счёту часть киносериала «Миссия невыполнима». Главную роль исполнил Том Круз. Именно с этого фильма актёр широко запомнился публике в роли спецагента Итана Ханта.

## Сюжет
3 декабря 1996 года. Начальник пражского отдела ЦРУ Джим Фелпс (Джон Войт) получает кассету с заданием для отряда IMF. Полученная миссия состоит в слежке за предполагаемым предателем, Александром Голицыным (Марчел Юреш), который собирается украсть список агентов ЦРУ из офиса IMF и продать его некому Максу. Джим встречается со своим отрядом, куда вошли его правая рука Итан Хант (Том Круз), жена Джима Клэр (Эммануэль Беар), хакер Джек Хармон (Эмилио Эстевес), наблюдательница Ханна Уильямс (Ингеборга Дапкунайте) и шпионка под прикрытием Сара Дэйвис (Кристин Скотт Томас). После встречи и разработки плана опергруппа идёт на миссию, которая внезапно идёт совершенно не по плану. Члены опергруппы гибнут один за другим: лифт с Джеком в результате взлома системы поднимается вверх и тот насаживается на торчащую железку, Джима расстреливает неизвестный на мосту, Ханна и Клэр взрываются в машине на глазах Итана, Сара получает смертельное ножевое ранение, перед этим став свидетелем убийства Голицына. Итан обнаруживает, что остался один, а убийца украл диск у Голицына, затем убегает и запрашивает эвакуацию.
Итан идёт на встречу с начальником ЦРУ Юджином Китриджем (Генри Черни) в кафе «Аквариум». Агент винит себя в произошедшем, хотя глава и пытается его переубедить. В один момент Хант замечает, что находящиеся всё время вокруг него люди — это агенты другого отряда ЦРУ. В непонимании Итан расспрашивает Китриджа и узнает, что сегодняшняя миссия его отряда была на самом деле путём вычисления предателя, а также узнаёт о неком «Максе», торговце оружием. Итан начинает приходить в бешенство, осознав, что все обвинения в предательстве падают на него, поскольку он последний живой член отряда IMF. Выйдя из себя, Хант приклеивает взрывчатку к стенке огромного аквариума в кафе. Происходит взрыв, один из агентов погибает, кафе затапливает водой, а Итан убегает, чтобы отыскать крота.
Скрывшись, Хант начинает поиски подробной информации об операции «Job № 314» — задание от «Макса» тому самому кроту по краже списка агентов ЦРУ за большие деньги. Хант решает сам встретиться с заказчиком. Уйдя в мысли, он видит галлюцинацию в виде окровавленного Джима, который упрекает его в том, что Итан не помог ему. Однако придя в чувство, Итан видит, что это лишь жена Джима Клэр. Сперва он нападает на неё, поскольку был уверен, что она погибла во взорванной машине. Однако, осознав, что она жива, он берет её к себе в команду, чтобы вычислить истинного крота.
Хант отправляется на встречу с «Максом» (Ванесса Редгрейв). Он узнает, что «Макс» — это псевдоним богатой женщины, которая занимается нелегальными сделками. Он рассказывает ей о том, что отданный ей диск является фальшивкой с маячком. Макс решает проверить диск, вследствие чего к ней направляется подразделение IMF. Благодаря предупреждению Итана Макс вместе с ним скрывается. Хант заключает с ней сделку: за десять миллионов долларов он достанет ей подлинный список агентов.
Вернувшись в убежище, Итан решает, что им с Клэр нужна помощь, и вербует двух списанных агентов к себе в команду: шпиона и пилота вертолёта Франца Кригера (Жан Рено) и хакера Лютера Стикелла (Винг Рэймс). Итану удаётся уговорить команду, и они идут на операцию, которая, несмотря на невероятный риск (друзья несколько раз чуть не поднимают тревогу), увенчивается успехом.
Агенты сбегают в Лондон и укрываются там. После небольшой перепалки с Кригером и разговора с Клэр Итан передаёт диск со списком Лютеру, показывая этим уровень доверия к нему. Внезапно Хант узнает, что его родители попали в тюрьму по подозрению в торговле наркотиками. Поняв, что это дело рук Китриджа, Итан идёт на вокзал, чтобы сделать ему звонок. На вокзале он встречает Джима, который, как выяснилось, чудом выжил. Он говорит Итану, что видел убийцу, утверждая, что это был Китридж.
Итан приходит к выводу, что дезертирами были сам Джим и его жена Клэр, а вместе с ним также был и Кригер, которого он узнал по форме ножа-бабочки, которым убили Сару. Однако он решает подготовить засаду. Он не говорит Джиму о своих выводах, говоря, что лучше будет приманить Китриджа прямо к ним.
На следующий день все герои попадают в поезд TGV, едущий из Лондона в Париж. Хант тихо передаёт диск Макс, после идёт в багажный вагон, где спрятаны деньги. Однако Максу не удаётся передать список, поскольку этому мешает Лютер при помощи заглушки. Клэр также следует в багажный вагон и встречает там Джима, который оказывается замаскированным Итаном. Настоящий Джим, который и был предателем, в этот момент выходит с револьвером и просит Ханта рассказать, как он вычислил, кто является кротом. Итан рассказывает, что узнал об этом давно, а после выдаёт Джима Китриджу при помощи шпионских очков с камерой. Обескураженный Джим убивает Клэр и отправляет Ханта в нокдаун, после чего выбирается на крышу поезда, откуда его пытается забрать Кригер на вертолёте.
Преследуя Джима, Итан цепляет вертолёт крюком к поезду, из-за чего ему приходится влететь за поездом в тоннель. В ходе схватки Джим перебирается на полозья вертолёта, но Итан приклеивает взрывчатку к вертолёту, взрывает его и едва не погибает от пропеллера. Джим и Кригер гибнут во взрыве.
На следующий день Итан встречается с Лютером, с которым успел сдружиться. Они говорят об освобождении родителей Ханта, о законченном деле. После этого Хант уходит на самолёт, думая завязывать с карьерой агента. Однако в самолёте оказывается, что для него есть очередная миссия, и Итан начинает думать о возвращении на службу в IMF.

## В ролях
| Актёр                | Роль                                  |
| -------------------- | ------------------------------------- |
| Том Круз             | агент IMF Итан Хант                   |
| Джон Войт            | командир отряда IMF Джим Фелпс        |
| Эммануэль Беар       | жена Джима Клэр Фелпс                 |
| Генри Черни          | куратор IMF Юджин Китридж             |
| Винг Рэймс           | бывший агент IMF, хакер Лютер Стикелл |
| Жан Рено             | бывший агент, пилот Франц Кригер      |
| Ванесса Редгрейв     | дилер и продавец оружия Макс          |
| Кристин Скотт Томас  | шпион под прикрытием Сара Дэйвис      |
| Ингеборга Дапкунайте | шпион-наблюдатель Ханна Уильямс       |
| Эмилио Эстевес       | хакер Джек Хармон                     |
| Марсель Юрес         | подставной агент Александр Голицын    |
| Рольф Саксон         | аналитик Лэнгли Уильям Данлоу         |
| Дейл Дай             | помощник Китриджа Фрэнк Барнс         |
| Йон Карамитру        | Зозимов                               |
| Карел Добры          | приспешник Макс Матиас                |
| Андреас Вишневски    | приспешник Макс                       |
| Аннабель Маллион     | бортпроводница                        |

## Восприятие и отзывы
Фильм «Миссия невыполнима» получил преимущественно положительные отзывы от критиков. Роджер Эберт дал фильму 3 звезды из 4, отметив то, что режиссёр де Пальма умудрился усложнить привычный сюжет о появлении предателя и подставе невиновного. Он также отметил, что типичные для его фильмов элементы триллера и саспенса органично вписаны в историю и держат зрителя в напряжении. Тем временем на Rotten Tomatoes рейтинг фильма составляет 63 % на основе 53 отзывов, что означает «в основном положительные отзывы». На IMDb оценка фильма составляет 7,1 звезд из 10. В прокате фильм также был успешным, отбив производственный бюджет более чем в 5,5 раз.
Несмотря на то, что художественная и техническая стороны фильма были оценены высоко, сценарий и сюжет подверглись смешанной критике. Отмечалось, что, несмотря на достаточную вменяемость, сюжет несколько запутанный и оставляет больше вопросов, чем ответов. Также раскритикован был поворот сюжета с Джимом-предателем, поскольку в оригинальном сериале и его перезапуске Джим был центральным персонажем.
На место композитора фильма рассматривались Дэнни Эльфман и Алан Сильвестри. В конечном итоге его занял Эльфман. Тему из финальных титров исполнили члены рок-группы U2 Адам Клейтон и Ларри Маллен-младший.